# Liga Nacional de Ascenso Clausura 2015 (Panamá)
La Liga Nacional de Ascenso Clausura 2015, es la culminación de la temporada 2014-15 y comienza en enero de 2015.

## Equipos
| Equipo                      | Ciudad             |
| --------------------------- | ------------------ |
| Club River Plate            | David              |
| SD Panamá Oeste             | Arraiján           |
| Atlético Chiriqui           | Chiriqui           |
| CD Centenario               | Penonomé           |
| Colón C3                    | Ciudad de Colón    |
| Club Deportivo Vista Alegre | Arraiján           |
| Millenium UP                | Panamá             |
| Tierra Firme F.C.           | San Miguelito      |
| SD Atlético Nacional        | Panamá             |
| SUNTRACS                    | San Miguelito      |
| Atlético Veragüense         | Veraguas           |
| Santa Gema FC               | Arraijan           |
| Chiriquí Occidente          | Chiriquí Occidente |
| Costa del Este FC           | Panamá             |

## Campeón
|                       |
| Panamá                |
| SUNTRACS FC 3º título |